# Дьяконов, Николай Максимович
Никола́й Макси́мович Дья́конов (1925—1982) — майор Советской Армии, участник Великой Отечественной войн, Герой Советского Союза (1945).

## Биография
Николай Дьяконов родился 15 декабря 1925 года в деревне Александровка в крестьянской семье. В январе 1943 года Дьяконов был призван на службу в Рабоче-крестьянскую Красную Армию. С февраля того же года — на фронтах Великой Отечественной войны. К лету 1944 года красноармеец Николай Дьяконов был наводчиком ручного пулемёта 415-го стрелкового полка 1-й стрелковой дивизии 70-й армии 1-го Белорусского фронта. Отличился во время освобождения Польши.
28—29 июля 1944 года подразделение Дьяконова пятнадцать раз подвергалось контратаке противника, пытавшегося прорваться из окружения в районе населённого пункта Березувка в 23 километрах к северо-востоку от Бялы-Подляски. В тех боях Дьяконов уничтожил более 200 солдат и офицеров противника, что способствовало задержке противника до подхода советских частей и недопущению выхода его из окружения. Бой начали пятеро бойцов, к концу его остался в живых только Дьяконов, который был контужен, но продолжал сражаться до подхода подкрепления.
Указом Президиума Верховного Совета СССР от 24 марта 1945 года за «проявленные мужество, отвагу и героизм» красноармеец Николай Дьяконов был удостоен высокого звания Героя Советского Союза с вручением ордена Ленина и медали «Золотая Звезда» за номером 6993.
В начале 1945 года в боях за Польшу был тяжело ранен.
В июне 1950 года майор Н. М. Дьяконов был уволен в запас. В 1953 году окончил Пензенскую сельскохозяйственную школу, после чего работал агрономом, бригадиром колхоза, заведующим производственным участком колхоза «Ленинский путь» в Киреевке. С 1973 года — председатель Киреевского сельского совета Суджанского района Курской области. Проживал в Киреевке; умер 22 июня 1982 года, похоронен там же.
Был также награждён орденом Красного Знамени и рядом медалей.

## Дополнительная информация
- пулемёт ДП Героя Советского Союза Н. М. Дьяконова стал экспонатом Центрального музея вооружённых сил СССР[3]

## Комментарии
1. ↑  Деревня Александровка относилась к Лопуховской волости Городищенского уезда, в 1980-е годы входила в состав Еремеевского сельсовета. Упразднена решением Пензенского облисполкома от 27.01.1988[1]. Ныне — территория Сосновоборского района Пензенской области.